# Cryptochetum fastidiosum
Cryptochetum fastidiosum är en tvåvingeart som beskrevs av Mario Bezzi 1920. Cryptochetum fastidiosum ingår i släktet Cryptochetum och familjen Cryptochetidae. Inga underarter finns listade i Catalogue of Life.